# Bucsinszky kávéház
A Bucsinszky kávéház Budapest VII. kerületében, az Erzsébetvárosban 1932 és 1948 között működött legendás kávéház volt. A Wesselényi utca és az Erzsébet körút sarkán, a mai Erzsébet körút 30. szám alatt állt.

## Története
Az 1892-ben Alpár Ignác tervei alapján felépült neobarokk épület földszintjén előbb a Vanek, majd az Angol kávéház működött, majd ennek 1930-as megszűnte után modernizálták a helyiséget, és 1932-ben megnyílt a tulajdonosáról, Bucsinszky Lajosról egyszerűen Bucsinszkynak nevezett kávéház és étterem. A rikító piros falúra festett, a korban rendkívül modernnek számító, linóleumpadlós és bőrfoteles kávéház hamarosan politikusok, irodalmárok és főleg a közeli Magyar Színház művészeinek találkozóhelye lett. Itt gyülekeztek a „Törzs-asztalnál” Törzs Jenő, Hevesi Sándor, Kabos Gyula, Dénes György és Harmath Imre. Az írók közül előszeretettel látogatta Nagy Lajos, Hatvany Lajos, József Attila, Karinthy Frigyes, Rejtő Jenő, Szerb Antal és Bálint György. A Bucsinszky-művészek és fezőrök gyülekezőhelyeként igazi megtestesítője volt az e korban Budapestet jellemző pezsgő kulturális életnek, a polgári világnak és a sokszínűségnek. 
A kávéházat a második világháborút követően államosították és megszüntették, jelenleg üzlethelyiség van a helyén.